# Dorchester, Wisconsin
Dorchester är en ort i Clark County i delstaten Wisconsin, USA.